# Gerhard Gulewicz
Gerhard Gulewicz (* 21. Mai 1967 in Bad Ischl; † 10. Mai 2025 in St. Wolfgang im Salzkammergut) war ein österreichischer Extremsportler und Motivationstrainer.

## Sportliche Laufbahn
Gulewicz wurde im Jahr 1988 Oberösterreichischer Landesmeister sowie Österreichischer Staatsmeister im Kraftdreikampf.
Im Jahr 2000 begann Gulewicz mit dem Mountainbikesport und konnte in den folgenden Jahren Erfolge als Extremausdauersportler feiern.
2014 wurde seine Karriere Teil des Dokumentarfilms Attention – A Life in Extremes von Regisseur Sascha Köllnreitner.
Am 10. Mai 2025 starb er unerwartet im Alter von 57 Jahren in St. Wolfgang im Salzkammergut.

## Sportliche Erfolge
- 2002: Vize-Weltmeister beim 24-Stunden-Mountainbike in Canada
- 2004: 6. Platz bei der Crocodile Trophy in Australien
- 2005: Weltmeister beim 24-Stunden-Mountainbike in Eschlikon (Schweiz)
- 2005: Vize-Europameister beim 24-Stunden-Mountainbike in Gosau (Österreich)
- 2006: 7. Platz beim Race Across America (RAAM) in den USA
- 2007: Weltrekord für die schnellste Durchquerung Australiens von Perth nach Sydney über 4300 Kilometer in 7 Tagen, 8 Stunden und 49 Minuten
- 2007: 3. Platz beim Race Across America
- 2008: Vize-Weltmeister beim 24-Stunden-Mountainbike in Ruhpolding (Deutschland)
- 2009 und 2010: 2. Platz beim Race Across America
- 2012: 3. Platz beim Race Across America